# Солтык, Роман
Роман Солтык (пол. Roman Sołtyk; 1790—1843) — польский генерал из рода Солтыковых, участник Польского восстания 1830 года.
Родился 29 февраля 1790 года в Варшаве. Образование получил в Парижском политехническом училище и выпущен прапорщиком в польскую артиллерию.
В 1809 году в чине капитана, командовал сформированной им за собственный счет конной батареей и сражался с австрийцами на юге Польши. Затем служил в 6-м уланском полку.
В 1812 году состоял при генерале Сокольницком, генерал-адъютанте Наполеона, и принимал участие в походе в Россию. В битве народов взят русскими войсками в плен и затем оставил военную службу.
В 1826 году, в Польше, был замешан в политический заговор, арестован, но, по недостатку улик, выпущен на свободу.
Когда в конце 1830 года в Варшаве вспыхнул мятеж, Солтыку поручено было мобилизовать национальную гвардию в воеводствах правого берега Вислы; после того, Солтык в качестве добровольца, находился в войсках Скржинецкого и принимал участие в делах при Новой Веси, Игане и Рутках. После разгрома восстания Солтык эмигрировал во Францию и скончался в Сен-Жермен-ан-Ле 22 октября 1843 года.
Кроме военных действий, Солтык подвизался и на писательском поприще. Из его историко-литературных трудов известны: «La Pologne, précis historique, politique et militaire de sa révolution» (1833 год, 2 тома), «Napoleon en 1812» (1836 год) и «Relation des opérations de l’armée aux ordres du prince Joseph Poniatovski pendant la compagne de 1809» (1841 год).